# Лиляч
Лиляч е село в Западна България. То се намира в община Невестино, област Кюстендил.

## География
Село Лиляч се намира в Кюстендилската котловина, в южното подножие на Конявска планина, от двете страни на река Лилячка. Има четири махали.

## История
За първи път се споменава в регистър от 1576 г. В близост се намира местността Пещера и свещен лековит карстов извор, който никога не пресъхва. По предание м. Пещера е било място, обитавано от летящата пещерна мишка – прилеп, наричан тук „лиляч“, от където се предполага че идва и името му.

## Население
Численост и дял на етническите групи според преброяването на населението през 2011 г.:
|                     | Численост | Дял (в %) |
| Общо                | 169       | 100,00    |
| Българи             | 166       | 98,22     |
| Турци               | 0         | 0,00      |
| Цигани              | 3         | 1,77      |
| Други               | 0         | 0,00      |
| Не се самоопределят | 0         | 0,00      |
| Неотговорили        | 0         | 0,00      |

## Природни забележителности
- Провиралкята – скално светилище, намиращо се в непосредствена близост до язовир Лиляч

## Редовни събития
- Традиционен събор „Свети Георги Победоносец“